# ترول نیترات
ترول نیترات (به انگلیسی: Trolnitrate) با فرمول شیمیایی C6H12N4O9 یک ترکیب شیمیایی با شناسه پاب‌کم 74318 است. که جرم مولی آن ۲۸۴٫۱۸ گرم بر مول می‌باشد. 